# Melville McKee
Melville McKee (ur. 19 sierpnia 1994 roku w Singapurze) – brytyjski kierowca wyścigowy.

## Kariera
Melville karierę rozpoczął od startów w kartingu. W 2010 roku zadebiutował w serii wyścigów samochodów jednomiejscowych – Formule Lista Junior. McKee siedmiokrotnie stawał na podium, z czego dwukrotnie na najwyższym stopniu. Zdobyte punkty sklasyfikowały go na 3. miejscu.
W 2011 roku Brytyjczyk startował w Alpejskiej Formule Renault, we francuskim zespole ARTA Engineering. Podczas drugiej rundy, na torze Imola, Melville zdominował rywalizację, zwyciężając obie sesje kwalifikacyjne oraz wyścigi. Najlepszy w kwalifikacjach okazał się również na austriackim torze Red Bulla. W pierwszym wyścigu zwyciężył, jednak w drugim, w wyniku kolizji, spadł na koniec stawki i ostatecznie dojechał pod koniec drugiej dziesiątki. Ostatnie podium osiągnął na węgierskim torze Hungaroring, gdzie był trzeci. W klasyfikacji generalnej uplasował się na 4. pozycji, będąc przy okazji najlepszym w kategorii "Junior".
Melville zaliczył również udział w trzech eliminacjach europejskiego cyklu. Jedyny punkt za dziesiątą lokatę osiągnął w pierwszym starcie, na brytyjskim torze Silverstone. Dzięki niemu zmagania zakończył na 25. miejscu. Pod koniec sezonu McKee wystartował w zimowej edycji Brytyjskiej Formuły Renault. Najlepszy wynik osiągnął podczas sobotniego wyścigu, na torze w Snetterton, gdzie był ósmy. Uzyskane punkty uplasowały go na 17. pozycji.
W sezonie 2012 McKee wystartował w pełnym wymiarze w Formule Renault 2.0 Eurocup. Reprezentując austriacką ekipę Interwetten, Brytyjczyk punktował w dziewięciu wyścigach, począwszy od trzeciej rundy, rozegranej na niemieckim torze Nürburgring. Jedyne podium osiągnął właśnie w Niemczech, podczas niedzielnego startu, gdzie stanął na średnim stopniu podium. Ostatecznie rywalizację ukończył na 8. miejscu. W Formule Renault 2.0 Alps wystartował w trzech eliminacjach. Spośród sześciu startów, Brytyjczyk czterokrotnie sięgał po punkty, dwukrotnie przy tym dojeżdżając na drugiej lokacie. W klasyfikacji generalnej zajął 10. lokatę.
W 2013 roku rozpoczął starty w serii GP3 w debiutującym w tej serii zespole Bamboo Engineering. W ciągu czternastu wyścigów, w których wystartował, raz stanął na najwyższym stopniu podium (podczas drugiego wyścigu na Nürburgringu). Z dorobkiem 31 punktów został sklasyfikowany na czternastej pozycji w klasyfikacji generalnej.

## Statystyki
| Sezon | Seria                                 | Zespół                  | Wyścigi | Zwycięstwa | pole position | NO | Podium | Punkty | Pozycja |
| ----- | ------------------------------------- | ----------------------- | ------- | ---------- | ------------- | -- | ------ | ------ | ------- |
| 2010  | Formuła Lista Junior                  | Hope Pole Vision Racing | 12      | 2          | 0             | 0  | 7      | 135    | 3       |
| 2011  | Alpejska Formuła Renault 2.0          | ARTA Engineering        | 14      | 3          | 3             | 1  | 4      | 229    | 4       |
| 2011  | Europejski Puchar Formuły Renault 2.0 | ARTA Engineering        | 6       | 0          | 0             | 0  | 0      | 1      | 25      |
| 2011  | Brytyjska Formuła Renault             | Interwetten Racing      | 6       | 0          | 0             | 0  | 0      | 41     | 17      |
| 2012  | Europejski Puchar Formuły Renault 2.0 | Interwetten.com Racing  | 14      | 0          | 0             | 1  | 1      | 64     | 8       |
| 2012  | Alpejska Formuła Renault 2.0          | Interwetten.com Racing  | 6       | 0          | 0             | 0  | 2      | 48     | 4       |
| 2013  | Seria GP3                             | Bamboo Engineering      | 14      | 1          | 0             | 1  | 1      | 31     | 14      |
| 2013  | Europejski Puchar Formuły Renault 2.0 | Manor MP Motorsport     | 2       | 0          | 0             | 0  | 0      | 0      | 26      |

## Wyniki w GP3
| Legenda oznaczeń w tabelach wyników Wyświetl szablon na nowej stronie | Legenda oznaczeń w tabelach wyników Wyświetl szablon na nowej stronie                                                                     |
| Oznaczenie                                                            | Wyjaśnienie |
| --------------------------------------------------------------------- | --- |
| Złoty                                                                 | Zwycięzca lub mistrzostwo |
| Srebrny                                                               | 2. miejsce lub wicemistrzostwo |
| Brązowy                                                               | 3. miejsce lub II wicemistrzostwo |
| Zielony                                                               | Ukończył, punktował (w klasyfikacji generalnej, gdy zdobył co najmniej jeden punkt na przestrzeni sezonu, poza trzema powyższymi opcjami) |
| Niebieski                                                             | Ukończył, nie punktował (w klasyfikacji generalnej, gdy nie zdobył co najmniej jednego punktu na przestrzeni sezonu)                      |
| Czerwony                                                              | Nie zakwalifikował się (NZ) |
| Czerwony                                                              | Nie prekwalifikował się (NPK) |
| Różowy                                                                | Nie ukończył (NU) |
| Różowy                                                                | Niesklasyfikowany (NS) (w klasyfikacji generalnej, gdy nie został sklasyfikowany w żadnym wyścigu sezonu)                                 |
| Czarny                                                                | Zdyskwalifikowany (DK) |
| Czarny                                                                | Wykluczony (WYK/EX) |
| Biały                                                                 | Nie wystartował (NW) |
| Biały                                                                 | Kontuzjowany (K/INJ) |
| Biały                                                                 | Wyścig odwołany (OD/C) |
| Bez koloru                                                            | Został wycofany (WYC/WD) |
| Bez koloru                                                            | Nie przybył (NP/DNA) |
| Bez koloru                                                            | Nie brał udziału w treningach (NT/DNP) |
| Bez koloru                                                            | Nie został zgłoszony (–) |
| Pogrubienie                                                           | Start z pole position |
| Kursywa                                                               | Najszybsze okrążenie wyścigu |
| †                                                                     | Nie ukończył, ale jego rezultat został zaliczony ze względu na przejechanie więcej niż 90% dystansu wyścigu.                              |
| *                                                                     | Sezon w trakcie |
| 1/2/3                                                                 | Punktowana pozycja w sprincie kwalifikacyjnym                                                                                             |
| Lista systemów punktacji Formuły 1                                    | |

| Rok  | Zespół             | Wyniki w poszczególnych eliminacjach | Wyniki w poszczególnych eliminacjach | Wyniki w poszczególnych eliminacjach | Wyniki w poszczególnych eliminacjach | Wyniki w poszczególnych eliminacjach | Wyniki w poszczególnych eliminacjach | Wyniki w poszczególnych eliminacjach | Wyniki w poszczególnych eliminacjach | Wyniki w poszczególnych eliminacjach | Wyniki w poszczególnych eliminacjach | Wyniki w poszczególnych eliminacjach | Wyniki w poszczególnych eliminacjach | Wyniki w poszczególnych eliminacjach | Wyniki w poszczególnych eliminacjach | Wyniki w poszczególnych eliminacjach | Wyniki w poszczególnych eliminacjach | Punkty | Pozycja |
| ---- | ------------------ | ------------------------------------ | ------------------------------------ | ------------------------------------ | ------------------------------------ | ------------------------------------ | ------------------------------------ | ------------------------------------ | ------------------------------------ | ------------------------------------ | ------------------------------------ | ------------------------------------ | ------------------------------------ | ------------------------------------ | ------------------------------------ | ------------------------------------ | ------------------------------------ | ------ | ------- |
| 2013 | Bamboo Engineering | ESP                                  | ESP                                  | VAL                                  | VAL                                  | GBR                                  | GBR                                  | DEU                                  | DEU                                  | HUN                                  | HUN                                  | BEL                                  | BEL                                  | ITA                                  | ITA                                  | ARE                                  | ARE                                  | 31     | 14      |
| 2013 | Bamboo Engineering | 14                                   | NU                                   | 11                                   | NU                                   | 24                                   | 15                                   | 7                                    | 1                                    | 17                                   | NU                                   | 7                                    | NU                                   | 12                                   | 7                                    | -                                    | -                                    | 31     | 14      |